# All American Nightmare (singolo)
All American Nightmare è il primo singolo estratto dall'album omonimo della rock band statunitense Hinder. È stato pubblicato il 14 settembre 2010 e reso disponibile per il digital download dal 5 ottobre. Ha debuttato nelle Active Rock charts e nella Hot Mainstream Rock Tracks alla numero 30, arrivando nella Rock Songs chart alla numero 22.
Il video della canzone, dove la band non appare, ha come protagonista la modella Jesse Lee Denning nella parte di "un piccolo demonio tatuato all'interno dei suoi incubi."